# Balsaminaceae
Balsaminaceae es una familia de hierbas perteneciente al orden Ericales.

## Descripción
Tienen hojas alternas, simples, sin estípulas. Flores hermafroditas, zigomorfas, conspicuas, solitarias o en racimos; cáliz con 3 o raramente 5 sépalos, el posterior espolonado; corola con 5 pétalos normalmente reducida a 3 piezas por unión de los pares laterales; androceo con 5 estambres alternipétalos y con anteras conniventes; gineceo súpero. Frutos en cápsula loculicida. Unas 500 especies de los países cálidos y templados.

## Géneros
- Según APWeb[2]
- Hydrocera
- Impatiens
  - Impatiens balsamina L., balsamina;
  - Impatiens noli-tangere L., pétalos amarillos muy prontamente caedizos ante cualquier estrés;
  - Impatiens balfouri, requiere alta humedad, alegría de la casa, de origen himalayico.
- Impatientella H.Perrier	 =  Impatiens L.
- Semeiocardium Zoll.	 =  Impatiens L.